# Xestia bryocharis
Xestia bryocharis là một loài bướm đêm trong họ Noctuidae.